# Aphantochilus
Aphantochilus – rodzaj pająków z rodziny ukośnikowatych.
Żywią się głównie mrówkami z rodzaju Cephalotes i Zacryptocerus. Aby je upolować, naśladują ich wygląd i ruchy. Zawiera tylko 3 gatunki występujące jedynie w Ameryce Centralnej i Południowej.
Gatunek typowy, A. rogersi naśladuje mrówki z gatunku C. atratus, zaś pozostałe dwa – mrówki z gatunku Z. pusillus.

## Gatunki
Należą tu następujące gatunki:
- Aphantochilus cambridgei Canals, 1933 (Argentyna)
- Aphantochilus inermipes Simon, 1929 (Brazylia)
- Aphantochilus rogersi O. P.-Cambridge, 1870  (od Panamy po Paragwaj)